# Catedral de San Juan Nepomuceno (Zrenjanin)
La Catedral de San Juan Nepomuceno (en serbio: Katedrala sv. Ivana Nepomuka) es la sede de la Iglesia católica en el Banato de la diócesis de Zrenjanin en el país europeo de Serbia. Se encuentra en la plaza principal de la ciudad, Trg Slobode (o Plaza de la Libertad). Durante la época de la dominación otomana (1552-1718) el lugar tenía una mezquita, pero fue arrasada por los austriacos tras la retirada turca de la ciudad y del Banat. Sin embargo, esta no es la primera catedral construida después de la eliminación de la mezquita. Antes de la catedral vista hoy, existió una iglesia de estilo barroco, construida en 1768, que se puso de pie en su lugar. Durante el siglo siguiente, el edificio se deterioró gravemente y las autoridades decidieron construir una nueva. La construcción de la catedral actual se inició en 1864 bajo el proyecto de Stevan Đorđević y duró cuatro años.